# 中村ルミ
中村 ルミ（なかむら るみ、1971年11月22日 - ）は、日本の元キックボクサー、プロボクサー。山梨県出身。現役時代はシーザージム所属。元SB日本女子フライ級女王。

## 来歴
1992年1月30日、対藤山照美（大阪ジム）戦でデビューも2R判定負け。
その後は勝ち星を重ね、1996年5月1日には藤山を降しJSBAレディースクイーンを奪取。
さらにキックボクシングのIKBO世界女子フライ級王座を獲得。
1998年6月4日、IKBO2階級制覇を懸けて中沢夏美と対戦も判定負け。
この試合後、国際式ボクシングに転向。9月19日の高野由美戦でボクサーデビューを果たすも判定負け。
1999年、日本女子ボクシング協会・初代ミニフライ級王座決定トーナメントに出場。準決勝まで進めるが、またしても中沢に阻まれる。（中沢は決勝で高野を下し初代ミニフライ級王座を獲得した）
引退後は協栄ボクシングジムでトレーナーを務めた後、K-1 GYM目黒で後進の指導をしている。

## 戦績
- シュートボクシング：15戦8勝（2KO）7敗
- ボクシング：2勝2敗

## 獲得タイトル
- 第5代SB日本レディースクィーン王座
- IKBO世界女子フライ級王座